# 남동청소년센터

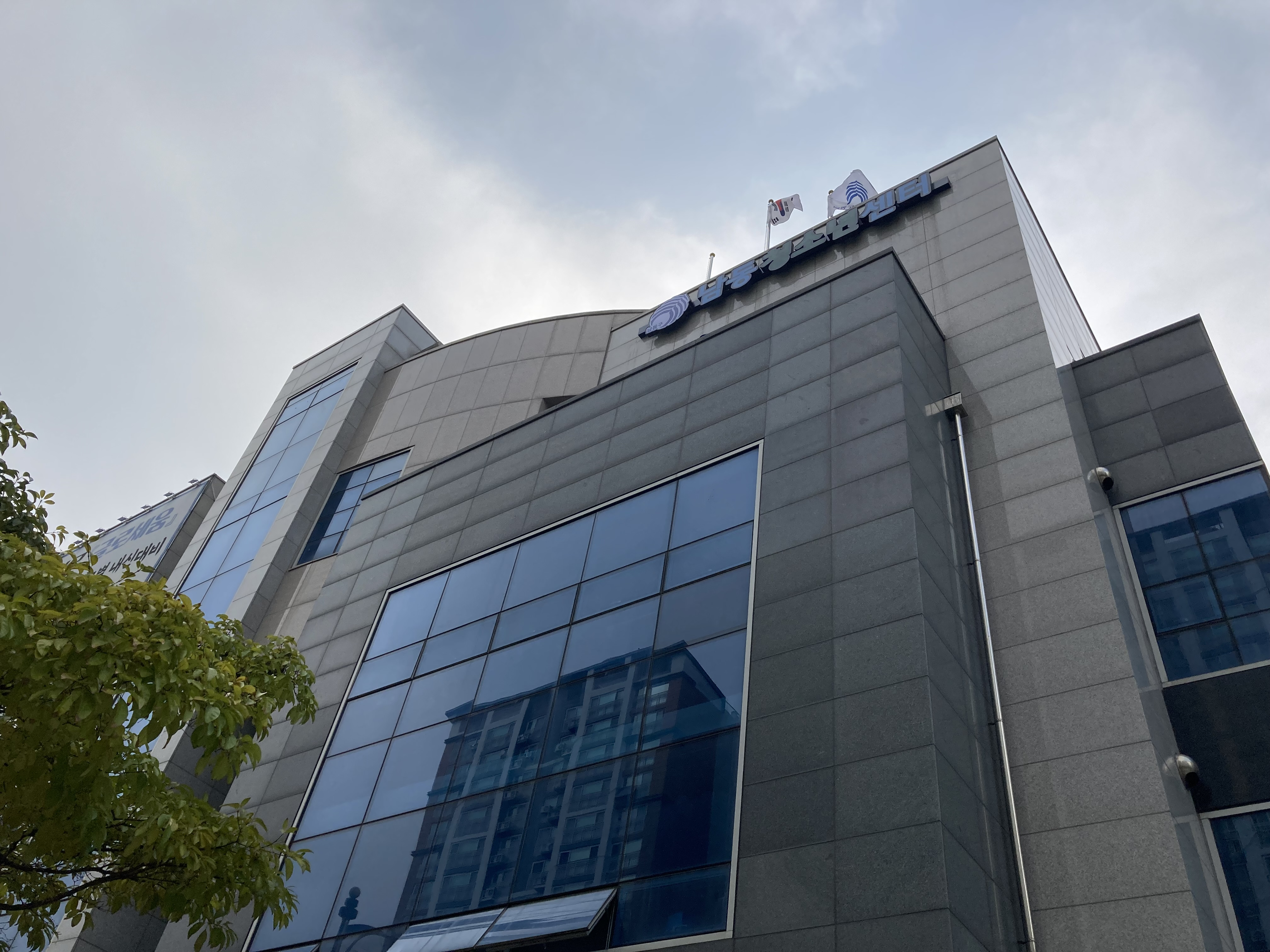
남동청소년센터

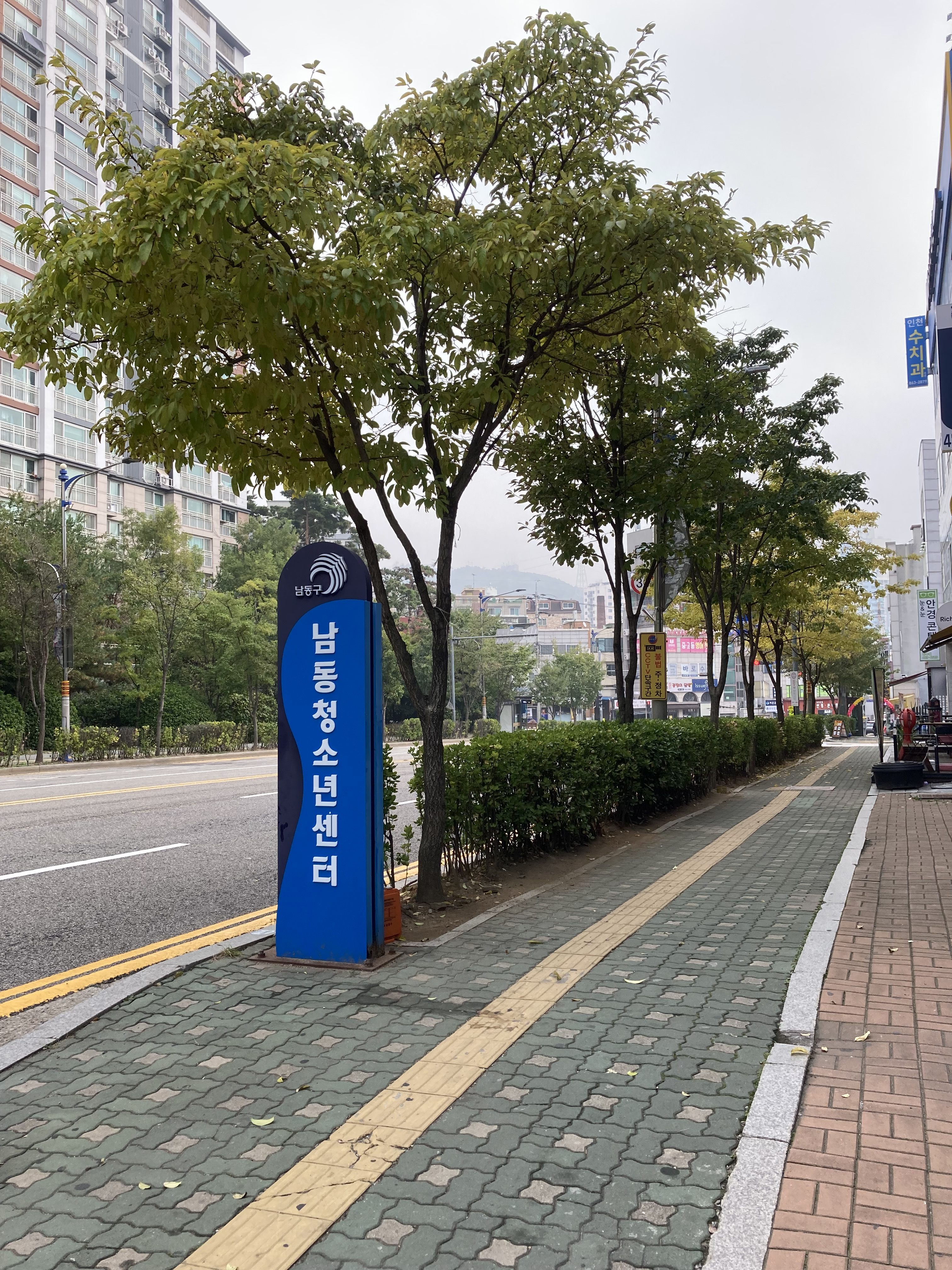
정문 간판

남동청소년센터는 인천광역시 남동구 만수서로에 위치하며, 남동구청에서 운영하며, 청소년문화시설이다.

## 시설
| 구 분   | 면적(㎡) | 주요시설                                                     | 비 고           |
| ------- | -------- | ------------------------------------------------------------ | --------------- |
| 지상4층 | 241.65   | 강당, 대기실, 조정실                                         | 강 당           |
| 지상3층 | 255.45   | 요리공방, 강의실, 자치활동실                                 |                 |
| 지상2층 | 282.36   | 센터장실, 사무실, 청소년방과후아카데미 교실(나름반, 오름반)  |                 |
| 지상1층 | 282.36   | 놀이터1(멀티게임룸), 놀이터2(파티룸), 어울림터(상시이용시설) | 지상주차장 5면  |
| 지하1층 | 260.30   | 댄스실(1,2), 밴드실                                          | 음악·댄스연습실 |

청소년기본법 제18조 및 청소년활동진흥법 제11조에 의거하여 남동청소년센터가 설립되었고, 수용정원은 185명(*비숙박시설)이다. 남동구에 비슷한 시설로는 남동경찰서의 청소년경찰학교 등이 있다.

## 연혁
- 2016년 남동청소년문화의집 개관 남동청소년방과후아카데미 ‘날아올라’ 개소
- 2017년 여성가족부 청소년프로그램 공모사업 참여분야 선정 청소년수련활동인증제 Start Up 지원사업 선정
- 2018년 남동구 청소년동아리지원사업 선정 청소년수련활동인증제 운영 - 올바른 화장품사용 프로젝트 ‘우리 안의 美(미)를 찾아라!’ - 장애인식 개선 프로젝트 ‘차별의 발견’ - NIE 신문활용교육 신,나,고(考) - 신문으로 나를 생각하다
- 2019년 청소년자기도전포상제 실시 마을과 함께 하는 청소년 기획 동아리 운영 청소년 마을 축제 실시
- 2020년 직원채용형태 변경(기간제공무원→청소년문화의집 정규직 채용) 1층 청소년놀이시설 확장(파티룸, 멀티게임룸, 버스킹존 신설) 청소년미래적성분석사업 운영
- 2021년 우수청소년기관 인천시의장상 수상 청소년수련활동인증제 제4339A06F-10259호 ‘우리 함께 김치V’ 운영 대학생봉사단‘아우름’ 인천광역시 청소년자원봉사대회 여성가족부 장관상 수상 3층 강의실, 자치활동실 환경개선
- 2022년 인천광역시청소년정보시스템 이룸 우수협력기관 장려상 수상 대학생봉사단‘아우름’ 인천광역시 청소년자원봉사대회 인천시장상 수상 청소년수련활동인증제 제10998호 ‘우리 동네 사랑배달부’운영
- 2023년 청년봉사단‘아우름’ 인천광역시청소년자원봉사대회 인천광역시교육감상 수상
- 2024년 기관명 변경(남동청소년문화의집→남동청소년센터) 남동구 청소년축제 운영